# Небезпечна прислуга
Небезпечна прислуга (англ. The Dangerous Maid) — американська кінокомедія режисера Віктора Германа 1923 року.

## У ролях
- Констанс Толмадж — Барбара Вінслоу
- Конуей Тірл — капітан Майлз Протеро
- Морган Воллес — полковник Персі Кірк
- Чарльз К. Джеррард — сер Пітер Дер
- Марджорі Доу — Сесіл Вінслоу
- Кейт Прайс — Джейн — кухар
- Таллі Маршалл — Саймон — рознощик
- Луїс Моррісон — капрал Кратч
- Філ Данхем — рядовий Стіч
- Отто Метюсон — суддя Джордж Джеффріс